# Söderhamnsån

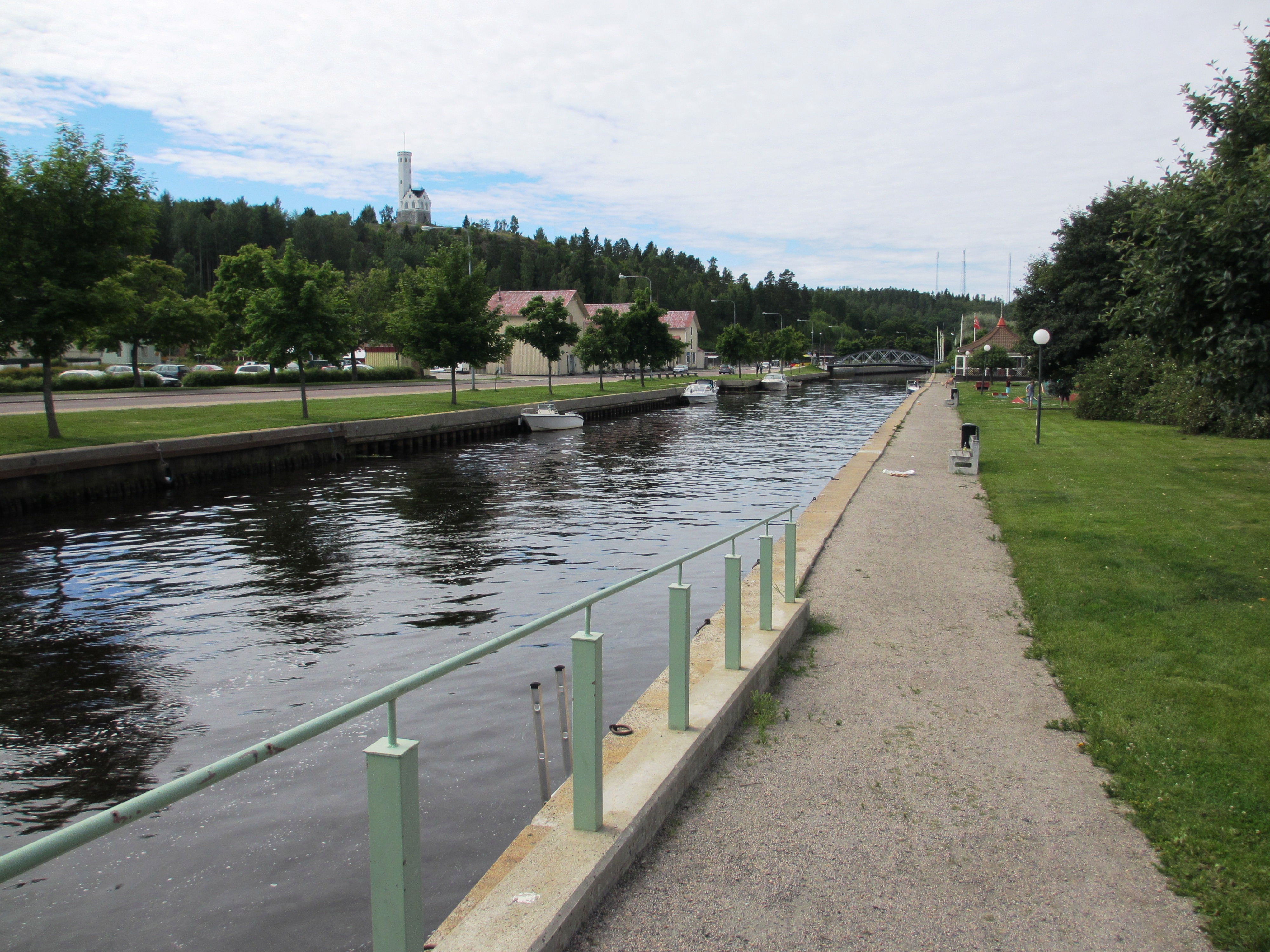
Söderhamnsån i centrala Söderhamn

Söderhamnsån, även kallad Söderalaån och delvis Bergaån, är ett vattendrag i Söderhamns kommun i sydöstra Hälsingland. Det har en längd på ungefär 20 km och ett flodområde på omkring 100 km². Söderhamnsån rinner upp i trakterna norr om Högbrunnsberget, 225 meter över havet, ungefär 4 km norr om Mo kyrka, där den även kallas Bergaån. Ån strömmar först åt sydost genom Kyrkbyn och Berga till Söderala, därefter rakt österut, och viker slutligen av mot nordost och går genom själva Söderhamn. 
Efter ett kraftigt fall, som i århundraden nyttjats som vattenkraft till en smedja där det bland annat tillverkats vapen, lugnar Söderhamnsån ner sig och vidgas betydligt på sin avslutande färd genom staden, där den ger sken av att vara riktigt stor. Slutligen mynnar Söderhamnsån i Söderhamnsfjärden, strax söder om den större Trönöåns (Lötåns) mynning.